# De wolkenhoeve
De wolkenhoeve is het negende verhaal uit de reeks Dag en Heidi.  Het verhaal verscheen integraal in weekblad Ohee nummer 428 op 26 juni 1971. Het is daarmee het laatste Dag en Heidi-verhaal dat in dit weekblad is verschenen. Het werd in 2014 in albumvorm uitgegeven door Saga als vierde nummer in de Collectie Stribbel.

## Personages
- Dag
- Heidi
- Inga
- Jan Wind
- Grote Wolk
- Vriezeman
- de Lentefee
- de Dodelijke Griep

## Verhaal
Op een mistige ochtend zijn Dag en Heidi getuige van vreemde wezentjes die zich de nevelmannetjes noemen. Als Heidi dit later aan Inga verteld, kan deze laatste dit niet geloven. De volgende ochtend is het weer dichte mist en neemt Heidi haar zusje mee. Heidi praat met een magische boom die hen jasjes geeft die op wolkjes lijken. Hierdoor worden ze heel licht en kunnen gaan zweven. Niet enkel zien ze de nevelmannetjes maar ontdekken een wondere wereld van wolkjes, dat Nevelland wordt genoemd.
Jan Wind met zijn krachtige adem wil de meisjes echter verdrijven. Ze worden echter gered door Grote Wolk, de vader van alle wolken. Hij neemt hen mee naar zijn wolkenhoeve waar Jan Wind hen niets kan doen. Jan roept de hulp in van Vriezeman die het laat sneeuwen en vriezen. Omdat de meisjes hun wolkjes door de vrieskou niet kunnen afwerpen en Dag ook niet kunnen bereiken, neemt Grote Wolk hen weer in zijn hoeve op.
Jan Wind krijgt echter al snel wroeging over zijn daden en wil zijn verontschuldigingen aanbieden. Grote Wolk stuurt hem echter wandelen en zegt dat hij het kwaad dat hij heeft aangericht weer moet herstellen. Heidi is immers flink ziek geworden. Jan probeert het bij Vriezeman, maar die wil niet helpen. Hij gaat te raad bij de Lentefee die binnen enkele dagen de heerschappij van Vriezeman zal overnemen. De fee haalt Dag naar Nevelland op dezelfde manier als Heidi en Inga voorheen.
Nu is echter de Dodelijke Griep opgedoken, een dame in het zwart met een sikkel. Zij wil zich van Heidi meester maken. Grote Wolk en Jan Wind bundelen de krachten maar als de Dodelijke Griep haar ziektekiemen loslaat, lijkt alles verloren. Jan trekt weer naar Vriezeman en weet deze te overtuigen om toch te helpen. Vriezeman verschijnt en verdrijft de ziektekiemen. Heidi wordt beter en op de eerste dag van de lente vieren de kinderen feest op de wolkenhoeve met al hun nieuwe vrienden.